# 西城正明
西城 正明（さいじょう まさあき、1945年〈昭和20年〉10月29日 - ）は、日本プロボウリング協会の元プロボウラー。元永久シードプロ。本名・大野正昭。8人兄弟で五月みどりを姉、小松みどりを妹、西川哲（五月の息子）を甥に持つ。

## 来歴
東京都江東区出身。実家は江戸川区平井で精肉店を営んでいた。男4人女4人の8人きょうだい。ボウリングの世界に入る前はクラウン系の歌手として活動していた。1970年に25歳で日本プロボウリング協会（JPBA）8期生としてプロデビュー（JPBAライセンスNo.190）。男子プロトーナメントでは矢島純一の41勝、酒井武雄の36勝に次ぐ35勝、公認パーフェクト17回、800シリーズ7回を誇る。
通算獲得賞金は131,793,000円と酒井武雄に次いで男子歴代2位（3位は矢島純一）。整った顔立ちと綺麗な投球フォーム、通算35勝の実力で多くのファンから人気があった。
テレビ東京系の番組「ザ・スターボウリング」に出演した際「ストライクが取れるコースにボールを連続で投じて、ボールでレーンに塗布されたオイルを削り、ボールの通り道を作る技術を持っている」と語り、実演したことがある。 
1972年1月7日、ハイシリーズ9の合計スコア2433ピンを打ち、この記録は未だ破られていない。
1974年、7歳年上の女子プロボウラー須田開代子と結婚。1978年に1男を設けるも、1985年、離婚。
1977年12月開催の第11回全日本プロボウリング選手権大会にて優勝。念願の全日本タイトルを獲得。
1984年、39歳でカラオケスナック店を開業するが約5年後に厨房から出火し火災に見舞われる。
1996年、アメリカのShowboatで開催されたPBA Senior Invitationalでは、たった一個のボールを持ち込み日本人として初の優勝を飾る。
2009年2月9日に横浜市中区関内に得意な料理の腕前を生かすべく、家庭料理店『おひまなら来てネ』をオープンしたものの、不整脈を発症しわずか1年程で閉店、多額の借金が残った。店自体は繁盛していたが、料理の単価が600円で、『夕刊フジ』を持参すれば半額というサービスも行っていたため、経営面としては厳しかった。姉の五月みどりは幼少時から西城に対して厳しく接して来た為、怖くて金銭の相談ができなかった。
2010年2月27日、社団法人日本プロボウリング協会へ退会届を提出しプロライセンスを返上、プロボウラーとしての競技生活にピリオドを打った。
2018年、JPBA日本プロボウリング協会より「時代を超えてファンから愛されたカリスマボウラー」として日本プロボウリング殿堂表彰を受け殿堂入り。